# HSCS
HSCS (Hofherr Schrantz-Clayton Shuttleworth AG) — бывшая австро-венгерская, затем австрийская машиностроительная компания. Выпускала тракторы, тягачи, прочие вспомогательные машины, в том числе работавшие и на нефтяном двигателе.

## История
Компания образовалась в 1911 году в результате слияния венской фирмы Hofherr-Schrantz AG с британским производителем тракторов Clayton & Shuttleworth.
Помимо венского головного офиса, имелись и другие: в Пеште (Венгрия), Праге (ныне Чехия), Краков (Польша) и Лемберге (ныне Львов, Украина).
В 1930-х годах продукция HSCS экспортировалась в 27 стран, в частности, на Балканы, в Грецию и Румынию, а также в Австралию, Новую Зеландию и государства Южной Америки .
В 1938 основным акционером фирмы стала компания Heinrich Lanz AG.

### Венгерский филиал
В конце Второй мировой войны, Венгрия была занята войсками Красной Армии. Будапештский завод был национализирован в 1948 году и переименован в Vörös Csillag Traktorgyár (тракторостроительный завод «Красная звезда»), который до конца 1956 выпускал трактора с нефтяным двигателем. Под руководством инженера Яноша Корбули с 1950 по 1960 производились различные вспомогательные колёсные машины, одной из наиболее известных был полноприводный самосвал Dutra DR-50.
C 1960 выпускался полноприводный трактор UE-28, оснащённый двухцилиндровым двигателем. Дальнейшее развитие этой машины инженером Альфредом Папа, направленное на увеличение мощности, привело к появлению моделей D4K-A, с четырёхцилиндровым двигателем и в 1963 — D4K-B (6-цилиндровый). Тракторы серии «Дутра» были разработаны для использования на тяжелых грунтах, поэтому, значительная их количество было экспортировано в ГДР.
В 1973 году это предприятие было объединёно с заводом Rába Magyar Vagon- és Gépgyár и официально упразднено в 1975

### Дальнейшая судьба фирмы
Австрийская часть компании, после объединения в 1969 с Trauzl-Werke AG, в 1970 вошла в состав Böhlerwerke AG, ныне именуемой Böhler-Uddeholm AG. До завершения срока действия контракта в 1971 году, она сотрудничала с фирмой Steyr в области тракторостроения.